# Тин Йедвай
Тин Йедвай  (роден на 28 ноември 1995 в Загреб) е хърватски футболист, играе като централен защитник и се състезава за Панатинайкос.

## Клубна кариера

### Динамо Загреб
Йедвай започва професионалната си кариера през 2013 г. в отбора на Динамо Загреб. Той е продукт на академията на клуба.
Дебютът си в професионалния футбол и за Динамо Загреб прави в мача срещу Осиек.
Дебютния си гол за Динамо вкарва срещу отбора на Цибалия.
Започва като титуляр и иргае пълни 90 минути във финала за Суперкупата на Хърватия при победата с 4-1 след дузпи (1-1 в редовното време, продължения няма) над Хайдук Сплит.
За един сезон в Динамо Загреб успява да стане шампион на Хърватия и да стане носител на Суперкупата на страната.

### Рома
В края на първия си сезон като професионалист, Йедвай е силно желан от италианския гранд Рома. На 10 юли 2013 г. Йедвай официално преминава в италианския клуб.

## Национален отбор
Йедвай има записани осем мача за националния отбор на Хърватия до 17 години. От 2013 година започва да играе за националния отбор на Хърватия до 19 години, като има и отбелязан гол.

## Личен живот
Баща му е бивш футболист. Корените на семейството му са от град Мостар, Босна и Херцеговина.

## Успехи

### Клубни

#### Динамо Загреб
- Първа хърватска футболна лига: 2012/13
- Суперкупа на Хърватия: 2013